# Nu ren si shi
Nu ren si shi é um filme de comédia dramática produzido no Honguecongue, dirigido por Ann Hui e lançado em 1995.